# Lyminge
Lyminge (engelskt uttal: [lɪmɪŋ]) är en ort och civil parish i grevskapet Kent i sydöstra England. Orten ligger i distriktet Folkestone and Hythe, cirka 8 kilometer nordväst om Folkestone. Tätorten (built-up area) hade 1 916 invånare vid folkräkningen år 2021.
I civil parishen ligger även orten Etchinghill.